# Georges Beaucourt
Georges Beaucourt (ur. 15 kwietnia 1912 w Roubaix, zm. 1 marca 2002 w Douai) – francuski piłkarz i trener, reprezentant kraju, grający na pozycji obrońcy.

## Kariera klubowa
Beaucourt od 1930 występował w zespole Olympique Lillois. W sezonie 1932/33 odniósł wraz z klubem największy sukces w karierze, sięgając po pierwsze, historyczne, mistrzostwo Première Division. Przez 8 lat gry dla Les Dogues w 150 występach strzelił 7 bramek.
W 1938 został zakupiony za 150 tysięcy franków przez RC Lens. Pierwszy sezon w drużynie zakończył 30 występami. Wybuch II wojny światowej sprawił, że we Francji do 1942 nie odbywały się rozgrywki sportowe. Po wznowieniu rozgrywek wystąpił jeszcze w 26 spotkaniach, w których strzelił jedną bramkę. Karierę piłkarską zakończył w 1944.
| Sezon   | Klub              | Kraj    | Rozgrywki         | Mecze | Bramki |
| ------- | ----------------- | ------- | ----------------- | ----- | ------ |
| 1930/31 | Olympique Lillois | Francja |                   |       |        |
| 1931/32 | Olympique Lillois | Francja |                   |       |        |
| 1932/33 | Olympique Lillois | Francja | Première Division | 18    | 0      |
| 1933/34 | Olympique Lillois | Francja | Première Division | 25    | 21     |
| 1934/35 | Olympique Lillois | Francja | Première Division | 28    | 2      |
| 1935/36 | Olympique Lillois | Francja | Première Division | 30    | 1      |
| 1936/37 | Olympique Lillois | Francja | Première Division | 27    | 2      |
| 1937/38 | Olympique Lillois | Francja | Première Division | 22    | 1      |
| 1938/39 | RC Lens           | Francja | Première Division | 30    | 0      |
| 1939/40 | RC Lens           | Francja |                   |       |        |
| 1940/41 | RC Lens           | Francja |                   |       |        |
| 1941/42 | RC Lens           | Francja |                   |       |        |
| 1942/43 | RC Lens           | Francja | Première Division | 9     | 0      |
| 1943/44 | RC Lens           | Francja | Première Division | 17    | 1      |

## Kariera reprezentacyjna
Beaucourt został powołany na Mistrzostwa Świata 1934. Francja na turnieju przegrała już w pierwszej rundzie z reprezentacją Austrii 2:3. Beaucourt przesiedział ten mecz na ławce rezerwowych.
Beaucourt jedyne spotkanie w reprezentacji Francji rozegrał 13 grudnia 1936 przeciwko Jugosławii. Mecz zakończył się zwycięstwem Trójkolorowych 1:0.
| Mecze i gole w reprezentacji | Mecze i gole w reprezentacji | Mecze i gole w reprezentacji | Mecze i gole w reprezentacji | Mecze i gole w reprezentacji | Mecze i gole w reprezentacji | Mecze i gole w reprezentacji |
| #                            | Data                         | Miasto                       | Przeciwnik                   | Gol                          | Wynik                        | Rozgrywki                    |
| ---------------------------- | ---------------------------- | ---------------------------- | ---------------------------- | ---------------------------- | ---------------------------- | ---------------------------- |
| 1.                           | 13.12.1936                   | Paryż                        | Jugosławia                   |                              | 1:0                          | towarzyski                   |

## Sukcesy
Olympique Lillois
- Mistrzostwo Première Division (1): 1932/33

## Kariera trenerska
W latach 1940–1942 był grającym trenerem w klubie RC Lens.